# سدیم اتوکسید
سدیم اتوکسید (به انگلیسی: Sodium ethoxide) با فرمول شیمیایی C۲H۵ONa یک ترکیب شیمیایی است. که جرم مولی آن ۶۸٫۰۵ g/mol می‌باشد. شکل ظاهری این ترکیب، پودر سفید است. در اثر واکنش فلز سدیم و اتانول می توان این ماده را ساخت .